# Зелёнка (Мозырский район)
Зелёнка (транслит.: Zialionka; бел. Зялёнка) — деревня в Мозырском районе Гомельской области Республики Беларусь. В составе Каменского сельсовета.
На юге граничит с лесом.

## География

### Расположение
В 34 км на юго-запад от Мозыря, 161 км от Гомеля, 20 км от железнодорожной станции Козенки (на линии Калинковичи — Овруч).

### Гидрография
На севере мелиоративные каналы.

## Транспортная сеть
Рядом автодорога Мозырь — Махновичи. Планировка состоит из короткой прямолинейной широтной улицы, застроенной деревянными крестьянскими усадьбами.

## Этимология
Название символическое: зелёное поселение, в красивом природном урочище.

## История
По письменным источникам известна со второй половины XIX века как хутор в Мелешковичской волости Мозырского уезда Минской губернии. В 1931 году жители вступили в колхоз.
В годы Великой Отечественной войны 10 жителей деревни воевали на фронтах и в партизанских отрядах.
Согласно переписи 1959 года в составе совхоза «Мозырская овощная фабрика» (центр — деревня Каменка).   

## Население

### Численность
- 2021 год — 16 жителей.

### Динамика
- 1908 год — 5 дворов, 35 жителей.
- 1917 год — 42 жителя.
- 1925 год — 18 дворов.
- 1959 год — 75 жителей (согласно переписи).
- 2004 год — 12 хозяйств, 18 жителей.
- 2019 год — 8 хозяйств, 15 жителей.
- 2021 год — 16 жителей[2].